# Monts de Châlus
Das Massiv der Monts de Châlus liegt am Nordwestrand des französischen Zentralmassivs im Südwesten des Départements Haute-Vienne und im äußersten Nordosten des Départements Dordogne.

## Geographie
Die Monts de Châlus, manchmal auch als Massif des Cars bezeichnet, stellen zusammen mit den weiter nördlich gelegenen Monts de Blond die ersten Erhebungen am Nordwestrand des Zentralmassivs im Allgemeinen und der Monts du Limousin im Besonderen. Sie umringen die im Südwesten des Départements Haute-Vienne gelegene und namenverleihende Gemeinde Châlus (Region Nouvelle-Aquitaine). Im Süden berühren sie gerade noch eben das Département Dordogne. Die Erhebungen überragen gut 200 Meter das Plateau du Limousin (Limousin-Hochebene) und sind von weitem sichtbar, insbesondere von der städtischen Agglomeration Limoges.
Die Monts de Châlus befinden sich rund 30 Kilometer südwestlich von Limoges. Sie nehmen von Ost nach West in ihren höchsten Erhebungen in etwa eine Entfernung von 15 Kilometer ein, beanspruchen jedoch in ihrer Gesamtheit 30 bis 35 Kilometer. Ihre Nord-Süd-Erstreckung beträgt gut 6 Kilometer.
Die Monts de Châlus stellen streng genommen kein zusammenhängendes Bergmassiv dar, sondern sind vielmehr eine Aneinanderreihung bewaldeter Höhenrücken, die am Sommet de Courbefy im Forêt de Vieillecour mit 557 Meter ihre höchste Höhe erreichen. Es folgen mit 554 Meter der Gipfel im Forêt de Lastours und mit 544 Meter der Gipfel im Forêt des Cars. Weitere Hauptgipfel sind der Puyconnieux und der Touquet de la Garde.
Die Monts de Châlus finden ihre Fortsetzung nach Osten in den Monts de Fayat, mit denen sie den Südwestrand des Plateau du Limousin bilden.

## Hydrographie

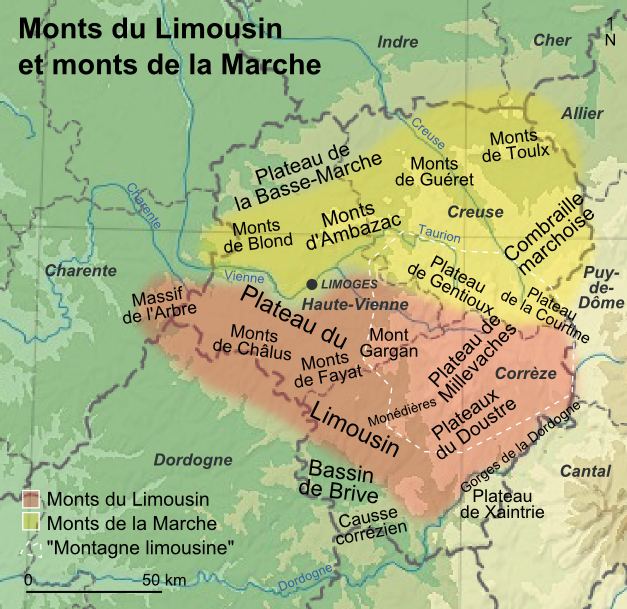
Lage der Monts de Châlus innerhalb der Monts du Limousin

Die Monts de Châlus sind Wasserscheide von drei Einzugsgebieten: das Becken der Loire im Norden, das Becken der Charente im Westen und das Becken der Dordogne im Süden. Diese drei Becken treffen im Gemeindegebiet von Bussière-Galant aufeinander.

### Becken der Loire
Die Aixette, ein linker Nebenfluss der Vienne, entspringt im Gemeindegebiet von Bussière-Galant und fließt dann nach Norden ab. In sie münden zahlreiche kohlendioxidhaltige Quellwässer.

### Becken der Charente
Die Monts de Châlus liegen am Ostrand des Charente-Beckens. Die zum Flusssystem der Charente gehörende Tardoire entsteht im Massif des Cars auf 430 Meter Höhe und durchquert auf ihrem Lauf nach Westen die Gemeinde Châlus. Der nach Südwesten abfließende Bandiat hat seine Quelle in der Gemeinde La Chapelle-Montbrandeix unweit von Châlus und entspringt südwestlich vom Puy Chauvet auf 443 Meter Höhe.

### Becken der Dordogne
Die Dronne entquillt auf 500 Meter Höhe unweit von Brumas (Gemeinde Bussière-Galant) auf der Südseite des Massif des Cars und entwässert nach Südwest.

## Geologie

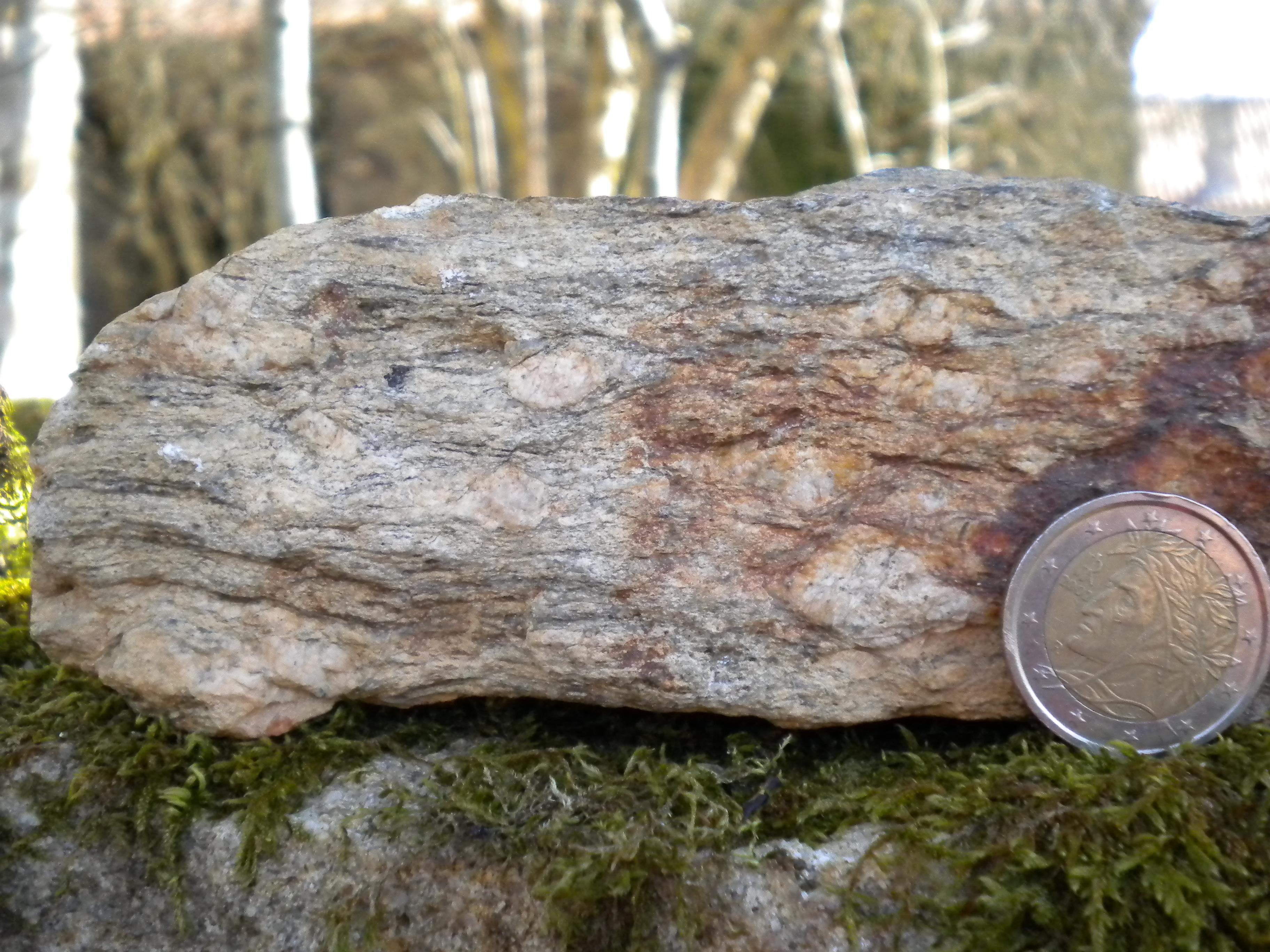
Augengneis von Mialet

Die Monts de Châlus liegen vollständig auf dem variszischen kristallinen Grundgebirge des nordwestlichen Massif Central. Strukturell haben sie Anteil an drei Zonen:
- dem parautochthonen Saint-Mathieu-Dom im Westen
- der Unteren Gneisdecke des Limousins im Zentrum
- der Oberen Gneisdecke im Osten.

Die Gesteine reichen von Glimmerschiefern über Gneise hin zu Graniten. Der strukturelle Aufbau ist recht komplex, vereinfacht lässt sich jedoch feststellen, dass die Untere Gneisdecke gen Westen auf das Parautochthon aufgeschoben und dann ihrerseits von der Oberen Gneisdecke überfahren wurde. Als Beispiel für das Parautochthon sei der 438 Meter hohe Puy Haut bei Saint-Mathieu herausgegriffen, an dem der Saint-Mathieu-Leukogranit in die strukturell tiefstliegende Parautochthone Glimmerschiefereinheit intrudiert. Der 498 Meter hohe Puyconnieux weiter südostwärts bei Dournazac besteht bereits aus Augengneisen der Unteren Gneisdecke. Die Untere Gneisdecke baut sich in ihrer zentralen Einsattelung um Châlus sodann vorwiegend aus Paragneisen und Leptyniten (beispielsweise am 518 Meter hohen Touquet) auf. Diese Gesteine werden im Südosten im Forêt de Vieillecour vom kalkalkalischen Saint-Nicolas-Courbefy-Granit intrudiert, der in den Monts de Châlus mit 557 Meter die höchste Erhebung stellt. Nördlich dieser Intrusion erscheint bereits die Obere Gneisdecke, in welche die monzonitischen Granite von Les Cars und Nexon gegen Ende des Oberkarbons eindrangen.

## Geschichte

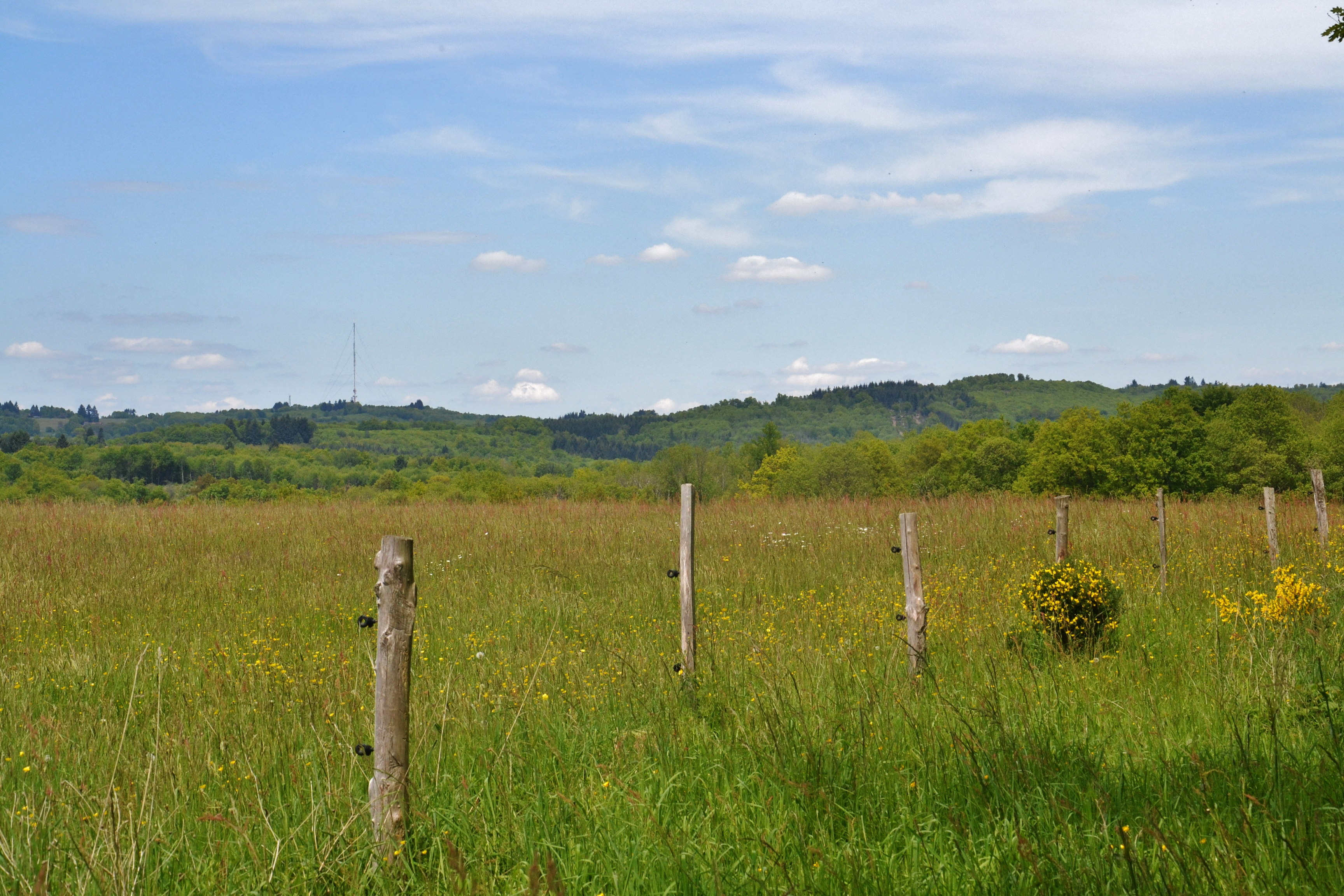
Das Massiv des Cars mit Sendemast

Im Mittelalter waren die Monts de Châlus Grenzgebiet zwischen den Besitzungen der Vizegrafen von Limoges im Norden und den Ländereien der Herzöge von Aquitanien im Süden. Letztere gingen über Eleonore von Aquitanien an die englischen Könige. Die Monts de Châlus hatten daher hohen strategischen Wert und stellten eine natürliche Grenze zwischen dem Königreich Frankreich und dem Reich des Hauses Plantagenêt dar. Dies erklärt auch den Tod von Richard Löwenherz in Châlus im Jahr 1199.
Die Adelsfamilie der De Maulmont stammte aus den Monts de Châlus.
Im 19. Jahrhundert war die Geschichte der Monts de Châlus – im Wesentlichen deckungsgleich mit dem Pays des Feuillardiers – aufs innigste mit den Feuillardiers verbunden, welche im Verbund mit der Landwirtschaft den bedeutendsten Wirtschaftszweig dieser Region stellten.

## Verwaltung

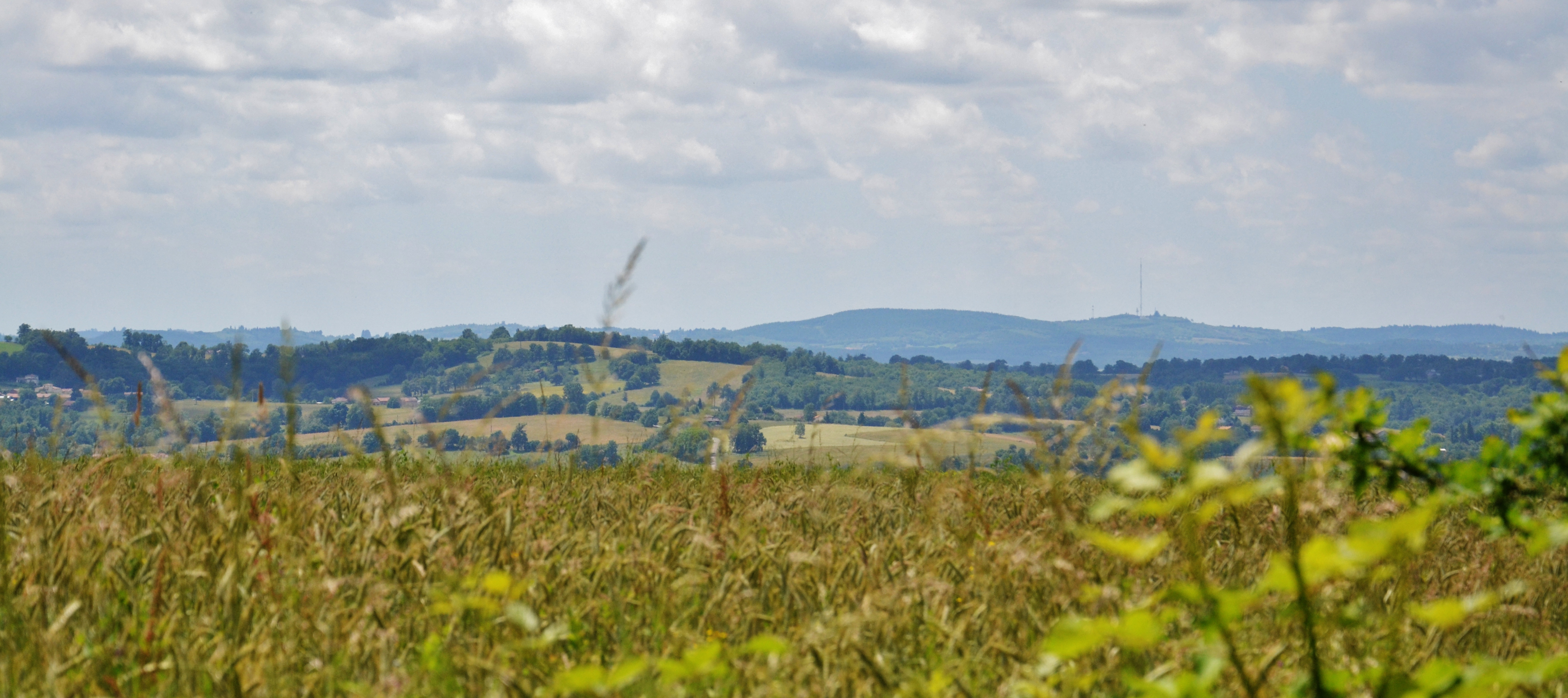
Blick von Solignac gen Süden auf den Forêt des Cars und den Forêt de Lastours

Nach den Monts de Châlus wurde die Communauté de communes des Monts de Châlus benannt, welche sich aus den Gemeinden Bussière-Galant, Les Cars, Châlus, Dournazac, Flavignac, Lavignac und Pageas zusammensetzte. Diese fusionierte am 1. Januar 2017 mit der Communauté de communes du Pays de Nexon zur Communauté de communes Pays de Nexon-Monts de Châlus.

### Gemeinden in den Monts de Châlus

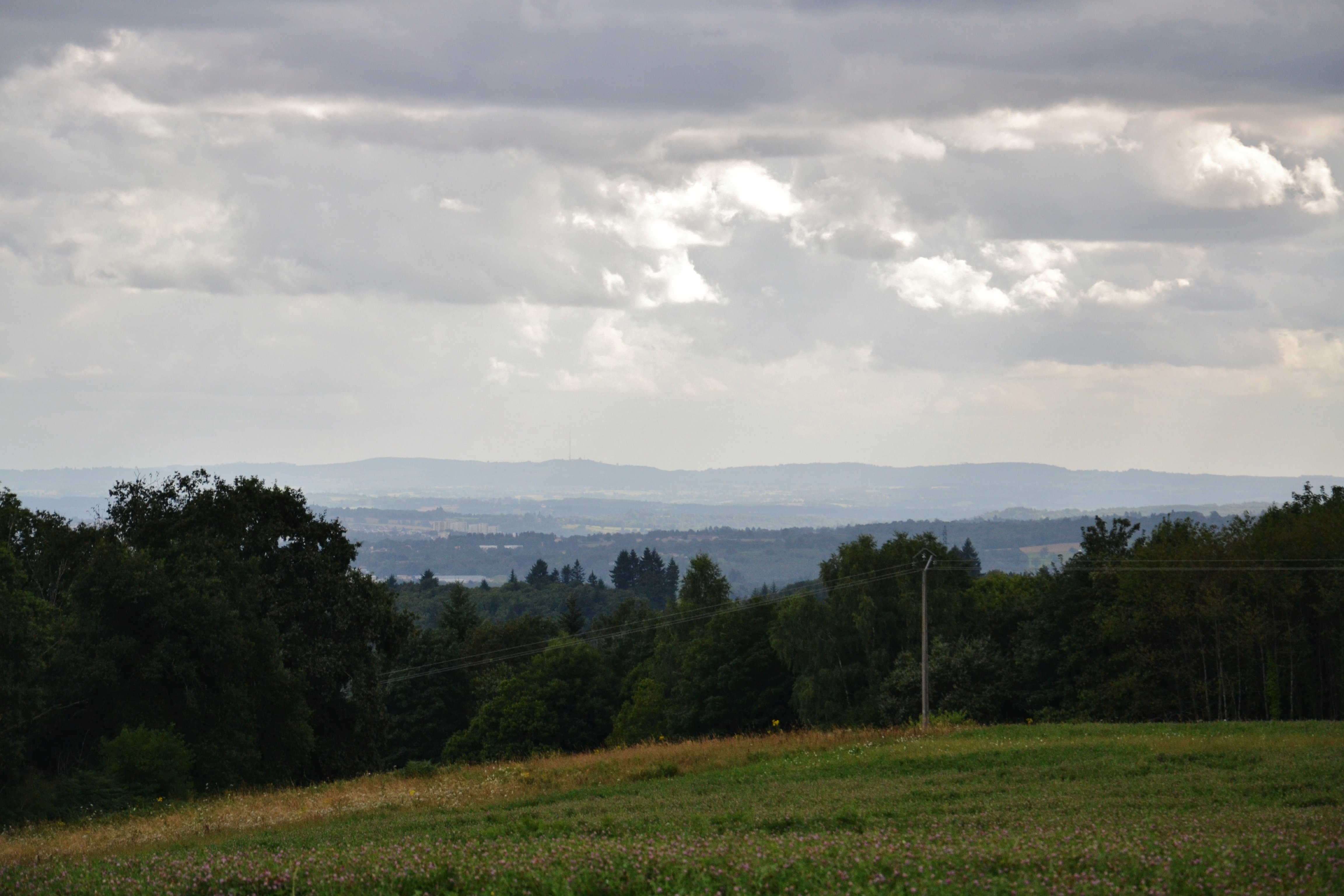
Das Massif des Cars gesehen von den Monts d’Ambazac im Norden

Wie folgt eine Auflistung der Gemeinden in den Monts de Châlus geordnet nach ihren maximalen Höhenangaben:
- Bussière-Galant (557 m)
- Rilhac-Lastours (554 m)
- Les Cars (544 m)
- Pageas (520 m)
- Dournazac (498 m)
- Saint-Hilaire-les-Places (492 m)
- Saint-Pierre-de-Frugie – Dordogne (491 m)
- La Chapelle-Montbrandeix (482 m)
- Cussac (476 m)
- Marval (476 m)
- Champagnac-la-Rivière (473 m)
- Firbeix – Dordogne (451 m)
- Châlus (444 m)
- Saint-Mathieu (438 m)
- La Coquille (432 m)
- Ladignac-le-Long (430 m)
- Saint-Priest-les-Fougères – Dordogne (411 m)
- Flavignac (410 m)
- Champsac (399 m)
- Mialet – Dordogne (391 m)
- Pensol (382 m)